# Afghanistan Campaign Medal
L’Afghanistan Campaign Medal (en français : Médaille de la campagne en Afghanistan, abrégé en ACM) est une décoration des forces armées des États-Unis créée par ordre exécutif par George W. Bush le 29 novembre 2004. Elle a été conçue par le United States Army Institute of Heraldry.
Décernée à partir de juin 2005, dans le cadre des opérations Enduring Freedom, au même titre que l'Iraq Campaign Medal, elle est accordée à tout membre des forces armées ayant effectué son devoir à l'intérieur des frontières de l'Afghanistan (ou son espace aérien) pendant une période de 30 jours consécutifs ou 60 jours non consécutifs. La médaille est rétroactive au 24 octobre 2001 et est active jusqu'à une date encore indéterminée. Le personnel ayant engagé le combat avec une force ennemie, ou ayant été blessé au cours de combats, peut recevoir la médaille quel que soit le nombre de jours passés dans le pays.
Elle est également décernée à titre posthume à tout militaire ayant été tué lors de l'exercice de ses fonctions en Afghanistan, y compris pour des blessures accidentelles non liées aux combats.